# Clínica Barraquer de Bogotà
Clínica Barraquer de Bogotà és un centre d'oftalmologia fundat el 1968 per Josep Ignasi Barraquer i Moner a Bogotà, Colòmbia, conegut per ser pioner en desenvolupar la cirurgia refractiva per corregir la miopia. Barraquer va arribar a Bogotà el 1953, com un metge reconegut mundialment i el propòsit de crear una escola lluny de Barcelona, on havia treballat a la clínica fundada pel seu pare, Ignasi Barraquer, el 1939. A partir de la mort de Josep Barraquer, el 13 de febrer de 1998, els seus tres fills oftalmòlegs, Francesc i Carme Barraquer Coll i José Ignacio Barraquer Granados, van ser els encarregats de seguir amb la tradició familiar.
El centre de Bogotà, de color blanc diferenciat del centre de la clínica Barraquer de Barcelona, alberga la clínica, l'Institut Barraquer d'Amèrica i l'Escola Superior d'Oftalmologia.
El 2013, amb motiu del seu 45è aniversari, va realitzar una campanya social («Ojos por Colombia», destinada a colombians amb pocs recursos) per poder realitzar operacions gratuïtes destinades a corregir problemes visuals com traumes oculars, estrabismes severs i cataractes o despreniments de retina. Aquesta campanya es va repetir el 2016.
En el 2013 la Clínica Barraquer havia realitzat fins a quatre operacions per tornar la visió a persones amb ceguesa corneal a través d'una cirurgia anomenada osteo-odonto-queratopròtesis, sistema alternatiu al trasplantament de còrnia en cas de rebuig immunològic.
És considerada com un centre de turisme de salut al realitzar trasplantaments de còrnia amb làser en 2 hores així com operacions de cataractes i de despreniment de retina. El centre ha tingut un important impacte en el sector hoteler de la ciutat de Bogotà al haber generat, des del 1968, la construcció de cinc hotels i més de 15 residències al voltant de l'institut.